# Musaylima al-kadhdhâb
Musaylama ibn Thimâma min Bani Hanifa (arabe : مسيلمة بن ثمامة من بني حنيفة) ou Musaylama ibn Habib al-Hanafi (arabe : مسيلمة بن حبيب الحنفي), surnommé Musaylama al-kadhdhâb (Musaylama l'imposteur) par Mahomet. Il était le chef de la tribu arabe des Banu Hanifa originaire d'Al-Yamâma.

## Histoire
Au cours de la neuvième et de la dixième année de l'hégire, soit les années 631 et 632 du calendrier julien, Mahomet reçut le ralliement de toutes les tribus arabes du Hedjaz sans avoir à les combattre. Une des dernières à se rallier fut celle des Banû Hanîfa. La délégation venue de Médine (anciennement Yathrib) se composait de dix personnes dont Musaylima.

« Celui-ci (Musaylima) savait que le prophète avait l'habitude de prononcer la maxime suivante : Quand plusieurs hommes voyagent, le meilleur d'entre eux est celui qui sert les autres. Or, en entrant dans Médine, les dix messagers firent halte à Baqî'-al-Gharqad.

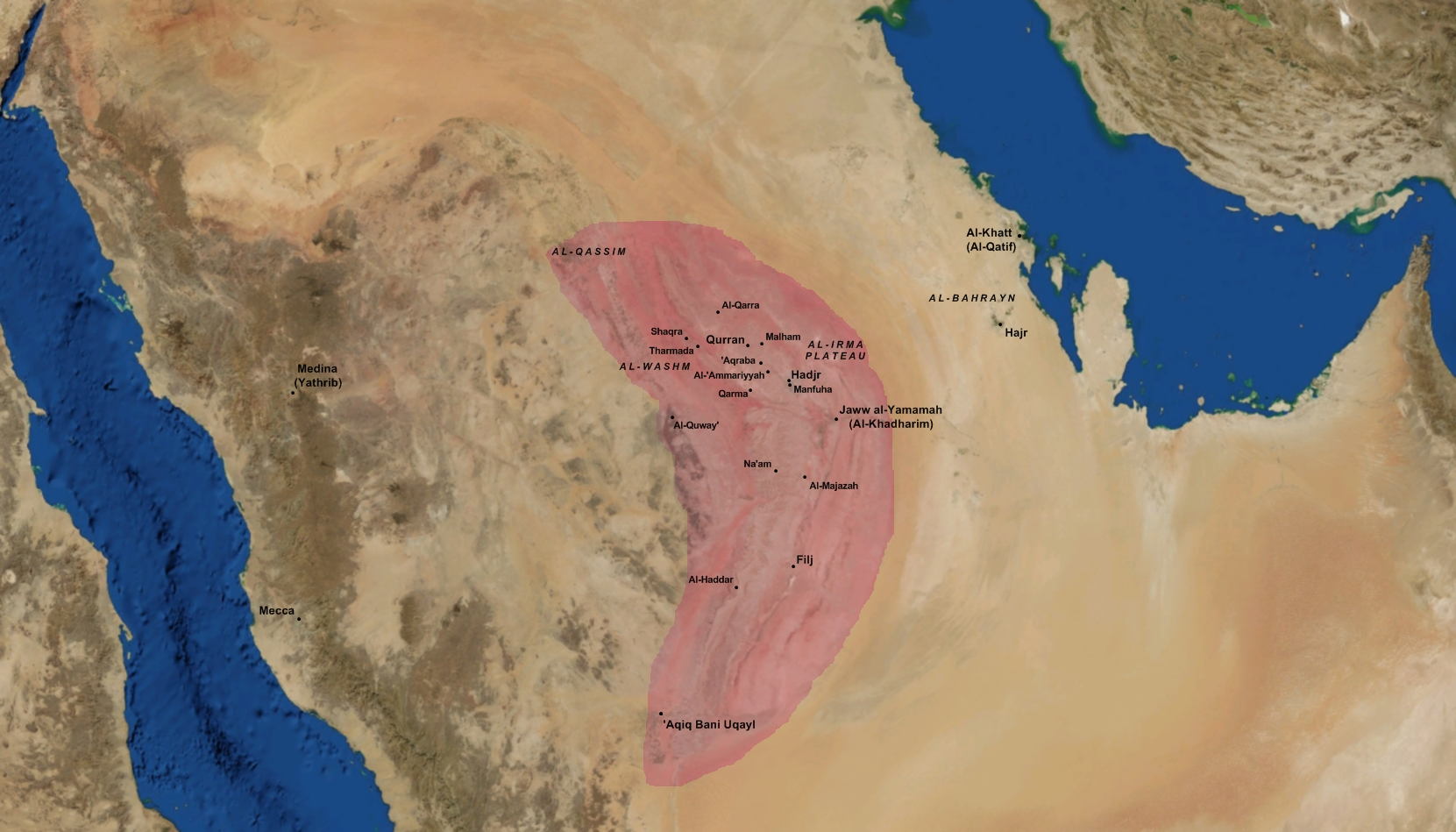
La carte historique d'Al-Yamama décrite par Yaqout al-Rumi (XIIIe siècle) et par Al-Hamdānī (Xe siècle) telle qu'elle était au cours de la période pré-islamique ainsi qu'au début de l'ère islamique.

Musaylima dit à ses compagnons : Allez, moi je resterai ici pour garder vos bagages. Si Mahomet vous demande pourquoi vous n'êtes qu'au nombre de neuf, puisque vous êtes entrés à dix à Médine, répondez-lui que l'un de vous est chargé du service et garde vos bagages. Ces hommes vinrent se présenter au Prophète, qui leur dit : Vous étiez dix lorsque vous êtes entrés dans la ville; qu'est devenu le dixième ? Ils répondirent : Messager d'Allah, il est notre serviteur, il garde nos bagages.
Le Prophète, selon son habitude, répliqua : C'est le meilleur d'entre vous »

— Tabari (trad. Herman Zotenberg), La chronique, Histoire des prophètes et des rois, vol. II, Actes-Sud/Sindbad, coll. « Thésaurus », 2001 (ISBN 978-2742-733170), « Mohammed, sceau des prophètes », p. 320-321.
Quand ils revinrent auprès de Musaylima, ils lui répétèrent les paroles de Mahomet. Musaylima dit : « Ce prophète vient de confirmer mon mérite. » Les neuf délégués reçurent les rudiments de la foi islamique et ils revinrent à Al-Yamâma pour y appeler leurs compatriotes à se convertir à l'islam. Ceux-ci trouvèrent les obligations de l'islam trop sévères. Musaylima se déclara prophète arguant que Mahomet lui-même avait confirmé sa supériorité sur les neuf autres délégués. Il faisait des prédications en prose rimée. Il réduisit la prière à trois fois par jour. Il enseignait la croyance en la Résurrection et au Jugement dernier. On ne sait pas s'il voulait faire des convertis en dehors de sa tribu. Il prit le nom de Rahmân d'Al-Yamâma.
En 632, Musaylima envoya à Mahomet une lettre ainsi conçue :

« Moi Musaylima, Rahmân du Yemâma, à Mahomet, fils d’'Abdallah, Messager d'Allah parmi les Quraychites. En ton nom, ô Dieu, secours constant ! Or à moi la moitié de la terre, à toi l'autre moitié. Mais vous, les fils de 'Abdul-Muttalib, vous n'aimez pas le partage équitable. »

— Tabari, op. cit., « Mohammed, sceau des prophètes », p. 321.
Après avoir lu cette lettre, Mahomet s'enquit de l'opinion des messagers qui approuvèrent le contenu de la lettre. Il dit que s'ils n'avaient pas été des députés, il les aurait fait mettre à mort, et il fit écrire cette réponse :

« Moi Mahomet, Messager de Dieu, à Musaylima, le menteur. Au nom du Dieu Clément et Miséricordieux. Or la terre est à Dieu, Il en donne la possession à qui il veut parmi ses serviteurs. La récompense finale sera à ceux qui le craignent. »

— Tabari, op. cit., « Mohammed, sceau des prophètes », p. 322.
Certains racontent que Musaylima avait des traits de ressemblance avec Mahomet.[réf. souhaitée]

### Union avec Sajâh
Après la mort de Mahomet, Musaylima dit : « Gabriel est venu me trouver et m'a confié la mission de prophète pour toute la Terre. »
Il s'insurgea contre le calife Abou Bakr et mit en déroute le premier général que le calife avait envoyé à sa rencontre, Ikrimah ibn Abi-Jahl (en). Abu Bakr charge alors Khalid ibn al-Walid de le débarrasser de Musaylima.
Dans la tribu des Banu Tamim, Sajah de la tribu des Banû Taghlib, une prophétesse d'origine chrétienne née à Mossoul avait pris la tête des rebelles contre l'islam. Elle professait une sorte de syncrétisme entre l'islam et le christianisme. Elle cherchait une alliance pour se renforcer contre le calife. Avec ses troupes, elle fit mouvement vers Al-Yamâma. Ce mouvement inquiéta autant Musaylima que Khâlid ibn al-Walîd qui se trouvait lui aussi dans les parages. Les armées musulmanes se retirèrent à deux jours de marche pour éviter l'affrontement. Musaylima, retranché dans la forteresse d'Al-Yamâma, fit installer une tente en dehors de la ville pour y recevoir l'ambassade de Sajâh. Elle reste avec Musaylima pendant trois jours sous cette tente consommant le mariage sur le champ. Malgré cela, Musaylima désirait voir Sajâh quitter les environs d'Al-Yamâma. Forte de la promesse de recevoir la moitié des revenus de la province, elle consentit à repartir vers Mossoul avec une armée affaiblie, que nombre de membres de la tribu des Banu Tamim avaient abandonnés. Elle resta alors dans sa tribu des Banu Taghlib et mourut musulmane.
Les Banû Tamim étaient inquiets des réactions d'Abou Bakr et de son général Khalid ibn al-Walid. Il envoyèrent une ambassade auprès du calife pour plaider leur cause. Le calife était prêt à pardonner mais Omar s'interposa et déchira le traité qui venait d'être signé. Omar imposa au calife sa décision d'envoyer Khalid ibn al-Walid faire le tri et mettre à mort les apostats. Khâlid engagea une campagne contre les Banû Tamîm laissant Musaylima tranquille.
Après cette campagne contre les Banu Tamim, les armées musulmanes se retournèrent vers Al-Yamâma dans laquelle Musaylima était retranché.

### Mort de Musaylima
À l'arrivée des troupes du calife, Musaylima décida de sortir de la forteresse et installa son camp dans un verger entouré de murs élevés, nommé « l'enclos d'Ar-Rahmân » qui deviendra après la bataille « l'enclos de la mort ».
La bataille s'engagea mal pour les troupes de Khalid ibn al-Walid, neuf cent cinquante musulmans tombèrent durant la première phase. Khâlid parvint à reprendre en main ses troupes en séparant les Ansâr des muhâjirûn pour savoir lesquels d'entre eux voulaient s'enfuir. Chaque clan voulut ainsi montrer sa vaillance, et l'armée califale enfonça les troupes de Musaylima qui se réfugia dans l'enclos. Deux cents musulmans encore trouvèrent la mort pendant l'assaut de l'enclos avant de pouvoir y entrer. Le frère d'Omar, Zayd ibn al-Khattab, appelait les musulmans à se battre. Il continua le combat jusqu'à ce qu'il soit tué. Musaylima reçut un javelot lancé par Wahshi ibn Harb en pleine poitrine traversant sa cuirasse et mourut. Les survivants partirent se réfugier dans la forteresse. Khâlid avait fait prisonnier Madjâ, l'un des généraux de Musaylima. Il le libéra afin qu'il puisse négocier une reddition avec les habitants d'Al-Yamâma. Madjâ constata qu'il n'y avait pas de soldats en mesure de défendre la ville alors il demanda aux femmes de revêtir des armures et de venir sur les remparts pour le conspuer lorsqu'il sortirait[réf. nécessaire].
Khalid voyant ces armures briller au soleil crut avoir en face de lui une armée importante. Il demanda à Madjâ à qui s'adressent ces injures. Madjâ lui dit que c'était à lui car les gens ne sont pas satisfaits des conditions de la reddition. Madjâ parvint ainsi à obtenir des conditions moins sévères pour la population : elle devrait livrer au vainqueur un quart de ses richesses et Khâlid pourrait choisir la maison qui lui plairait comme résidence. Khâlid reçut une lettre de reproches signée d'Abû Bakr mais il sut que son contenu venait d'Omar. On lui reprochait sa clémence et d'avoir ainsi amputé le butin d'une grande partie.